# Sogdiana (sångare)

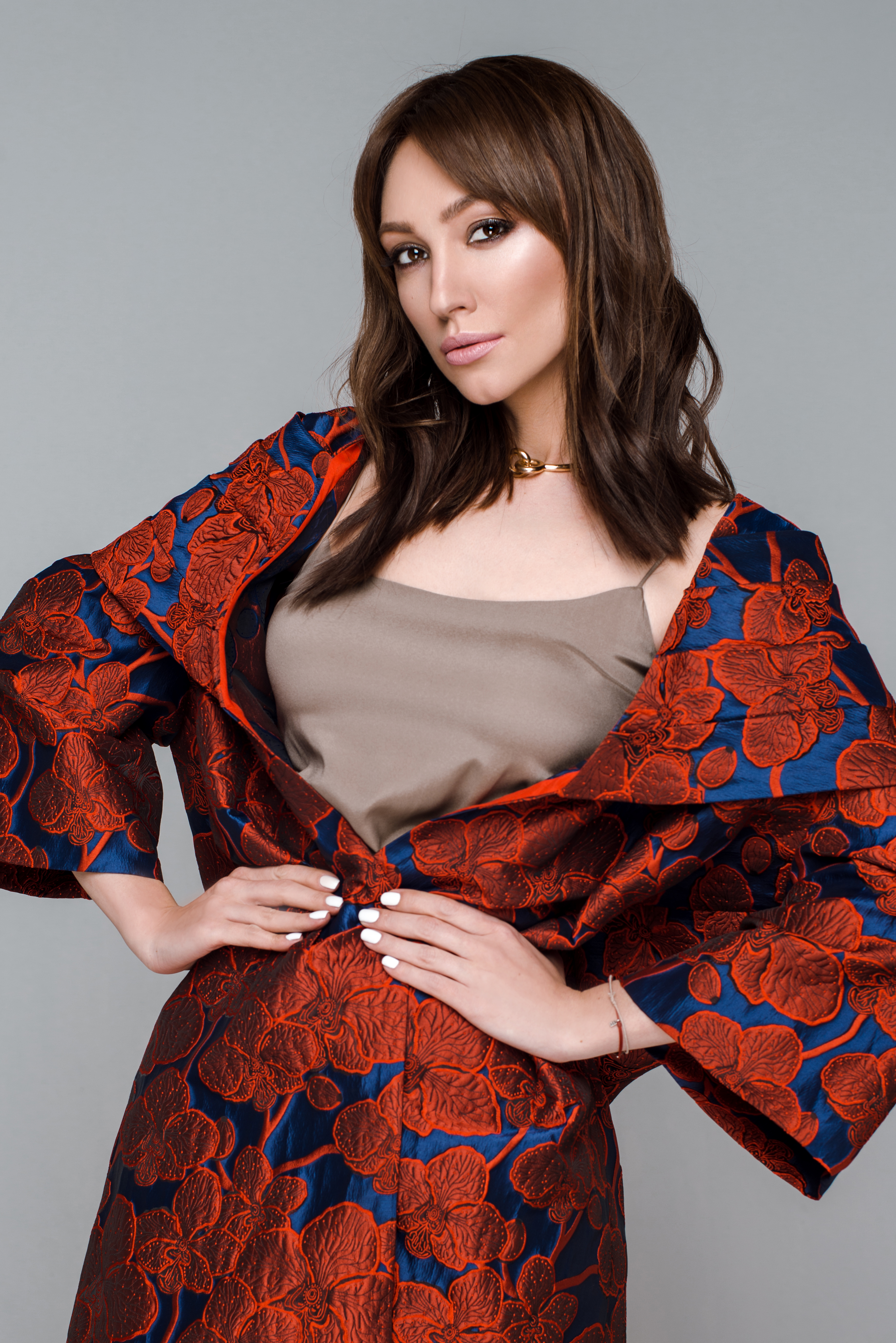
Sogdiana (2018)

Sogdiana (ryska: Согдиана), ibland med efternamnet Fedorinskaja (Федоринская), är artistnamnet för den uzbekiska sångerskan Netjitajlo Oksana Vladimirovna (Нечитайло Оксана Владимировна), född 17 februari 1984 i Tasjkent med ukrainskt påbrå. Hon sjunger på ryska, ukrainska, uzbekiska, franska, engelska och tjetjenska. Några av sångerna har hon skrivit själv. Hon har också skrivit sånger åt andra artister. Hennes artistnamn är hämtat från det forntida östiranska riket och provinsen Sogdien, som geografiskt delvis är beläget i dagens Uzbekistan.
Hon har beskrivit sig själv som blyg, fåordig och introvert, men hennes skolade röst är stark, säker och själfull och för tankarna till Whitney Houston. Som sina förebilder har hon nämnt Sofia Rotaru, gruppen Queen, Lara Fabian, Mariah Carey, Ofra Haza och sagda Whitney Houston.
Hennes första album kom redan 2001 men nådde knappast utanför Uzbekistans gränser. Men 2005 vann hon andrapriset vid musikfestivalen "Discovery" i Varna i Bulgarien. Som ett resultat inbjöds hon till festivalen "Canzoni dal Mondo" i Italien, där hon fick en utmärkelse som bästa sångerska. Strax efteråt kom hennes andra album Mening Shahzodam ("min prins", 2005, Tasjkent). Samma år medverkade hon i rollen som Jasmin i den uzbekiska filmen "Nasreddin Hodja".
Under 2006 deltog hon i ryska talangjakten Фабрики звёзд (Star Factory) och blev känd i hela Ryssland med hits som Сердце-магнит ("hjärtats magnet"), Ветер догнать ("ikapp med vinden", ursprungligen "Orzularim"), Это не сон ("det är ingen dröm", ursprungligen "Meni Esla") och Подсолнухи ("Vänta"). Orzularim och Meni Esla skrev hon tillsammans med Ravil Gimazutdinov (Равиль Гимазутдинов) för filmen "Sogdiana" som hade premiär i november 2006, regisserad av Bahrom Jakubov (Бахром Якубов). Сердце-магнит låg 20 veckor på ryska topplistan, vilket gav henne en statyett vid den ryska musikgalan Gyllene grammofonen i november. Hon fick flera andra utmärkelser i Uzbekistan.
I april 2007 gifte hon sig med en affärsman. Bröllopet hölls i ett tempel i Malaysia. Samma månad släpptes låten Синее небо (blå skyar), som också låg 20 veckor på topplistan och förtjänade henne en andra statyett vid höstens grammofongala. I oktober födde hon en son som fick namnet Arjun. Vid galan Новые и Старые песни о главном (nya och gamla låtar) i december sjöng hon Любовь настала ("kärlekens ankomst") som tidigare sjungits av Roza Rymbajeva (Роза Рымбаева, född 1957). Hon har nu skilt sig med sin dåvarande man och i slutet av sommaren 2009 gifte hon sig igen, nu med affärsmannen Bashir Kushtov.
Hennes tredje album, som är det första utanför Uzbekistan, kom i februari 2008. Förutom hennes tidigare hits innehöll det flera nya sånger: Аладдин ("Aladdin"), Беги ("spring"), Только два сердца ("bara två hjärtan"), Не оставляй ("gå inte") och en rysk version av den uzbekiska låten "Vaqt". Rysk titel är Два огня ("två eldar")
Den 30 januari 2011 ska hon släppa sitt fjärde album Эдем.

## Diskografi
- Моя душа, Moja Dusha (2001)
- Mening Shahzodam...baribir kelar! (2005)
- Сердце-магнит, Serdtse-magnit (2008)
- Эдем, Edem (2011)